# Fosse Recreation Ground
Fosse Recreation Ground - park miejski w mieście Leicester w Wielkiej Brytanii położony na zachód od centrum miasta między ulicami Fosse Road North, Wentworth Road, Franche Road, Glenfield Road.
Od północnej strony parku przepływa ciek wodny łączący się z rzeką Soar.
W parku znajduje się plac zabaw dla dzieci oraz plac do uprawiania sportów na trawie.